# هاس أندرسون
هاس أندرسون (بالسويدية: Hasse Andersson)‏ هو مغني سويدي، ولد في 28 يناير 1948 في مالمو في السويد.

## وصلات خارجية
- الموقع الرسمي
- هاس أندرسون على موقع IMDb (الإنجليزية)
- هاس أندرسون على موقع ميوزك برينز (الإنجليزية)
- هاس أندرسون على موقع أول ميوزيك (الإنجليزية)
- هاس أندرسون على موقع ديسكوغز (الإنجليزية)